# Freestander

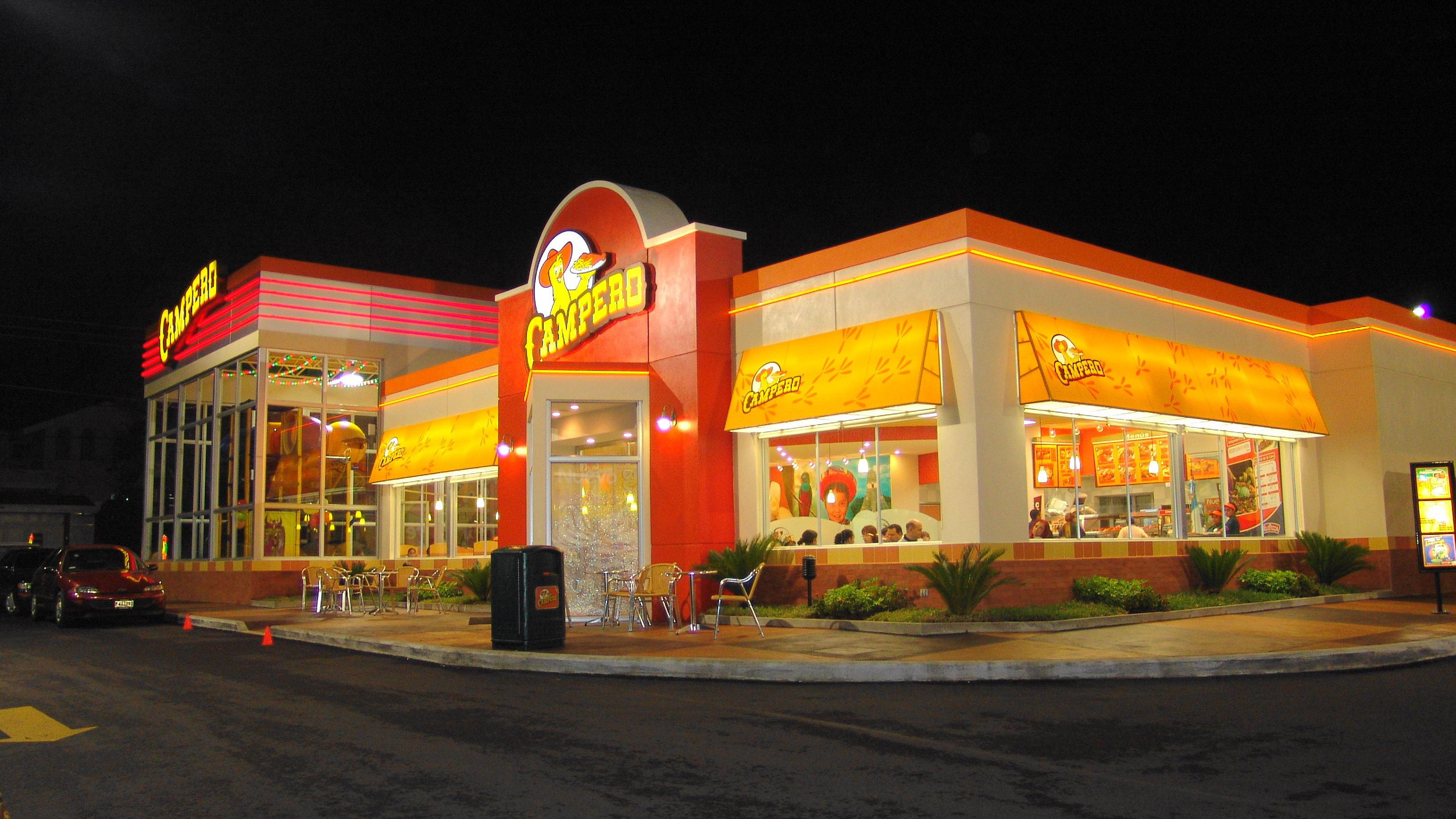
Ein Pollo-Campero-Freestander in Guatemala

Freestander sind meist für Betriebe der Systemgastronomie oder Handelsketten, aber auch für einzelne Unternehmen gebaute Gebäude, die für die jeweiligen Unternehmen durch die jeweiligen (Haus-)Architekten und spezialisierte Bauunternehmen errichtet werden.
Sie sind freistehend, meistens eingeschossig und befinden sich auf der grünen Wiese, aber an verkehrsintensiven Straßen im Einzugsbereich von Städten oder Autobahnen. Sie haben den Vorteil, dass bei dort niedrigen Baulandpreisen ein großzügiges Raum- und Parkplatzangebot und günstige Verkehrsanbindung möglich ist. Zudem haben sie in der Regel ein weitestgehend standardisiertes Design, das das Corporate Design des Unternehmens repräsentiert und damit Wiedererkennungswert schafft. Aufgrund häufiger Systembauweise sind diese Bauten in kurzer Zeit zu errichten. Möglich ist auch die Umwandlung bereits vorhandener Gewerbebauten wie etwa ehemaliger Autohäuser zu solchen Bauten.

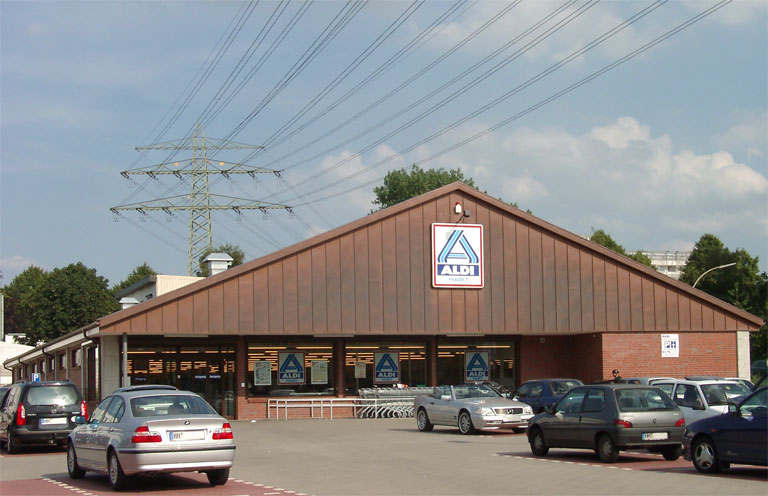
Typischer Aldi-Freestander

Bekannte Nutzer des Konzeptes aus der Gastronomie sind Fast-Food-Ketten wie McDonald’s, Kentucky Fried Chicken und Burger King, deren freistehende Restaurants in der Regel ein Drive-in haben. Aber auch Restaurantketten wie Cafe del Sol und TGI Friday’s, die Sitzplatz-Bedienung anbieten, nutzen standardisierte freistehende Bauten in Gewerbegebieten.

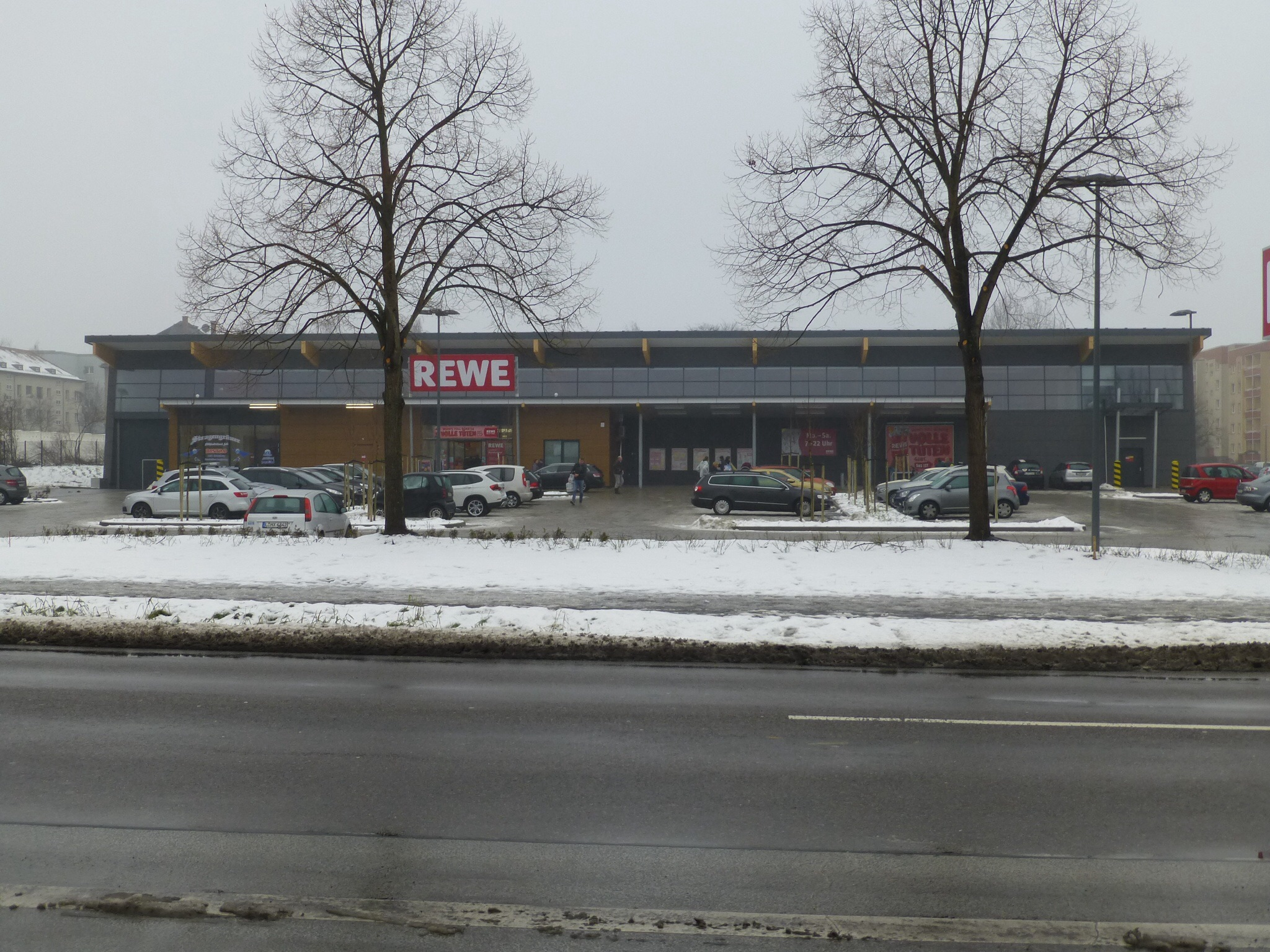
Moderner REWE-Freestander

Filialen von Supermarkt- und Discounterketten im Lebensmitteleinzelhandel und im Baumarktbereich werden ebenfalls oft als Freestander errichtet. Insbesondere Discounter wie Aldi und Lidl sind für ihre charakteristischen Gebäudeformen bekannt.
Des Weiteren sind heutzutage Anforderungen wie eine vollkommene Barrierefreiheit, Außenanlagen und eine spätere leicht mögliche Abänderung der Raumschnitte von wichtiger Bedeutung für den langzeitlichen Bestand von diesen Bauten.